# 鄧鋐
鄧鋐（15世紀—16世紀），湖廣荊州府江陵縣人，明朝政治人物。

## 生平
鄧鋐是正德二年（1456年）丁卯科湖廣鄉試舉人，授南陽知縣，性情正直，治行卓著，嘉靖四年（1525年）五月陞廣西道監察御史，後出為柳州知府，十一年（1532年）陞廣東按察司副使，巡海時遇上朝廷下令採珠，他焚香與部下發誓一無所取，很快致仕回鄉，家徒四壁，清苦如儒生一樣，得士林推重。

## 引用
1. 1 2  光緒《江陵縣志·卷二十七·人物》：鄧鋐，正德丁卯舉人，授南陽知縣，性狷介不阿，治行茂著，徵入為御史，以直忤於時出守柳州，擢廣東副使，及巡海會有採珠之令，鋐焚香與諸從事誓一無所取，致仕歸，家徒四壁，清苦若儒生，士林重之。
2. ↑  《明世宗肅皇帝實錄·卷五十一》：（嘉靖四年五月壬申）選授行人周煦、段汝礪、推官劉仞、知縣丘養浩、聶豹、鄭洛書、高世魁、沈松、鄧鋐、楊彝俱為試監察御史：養浩浙江道，豹福建道，煦湖廣道，洛書河南道，世魁山東道，仞陝西道，汝礪四川道，松廣東道，鋐廣西道，彝雲南道。
3. ↑  《明世宗肅皇帝實錄》·卷一百四十一：（嘉靖十一年八月丁丑）陞廣西柳州府知府鄧鋐為廣東按察司副使。